# Davit Samurk'asovi
Davit Samurk'asovi (in georgiano დავით სამურკასოვი?; Tbilisi, 5 febbraio 1998) è un calciatore georgiano, centrocampista del Rustavi.

## Caratteristiche tecniche
È un centrocampista centrale.

## Carriera
Cresciuto nel settore giovanile della Lok’omot’ivi Tbilisi, ha esordito in prima squadra il 28 febbraio 2015 in occasione dell'incontro di Pirveli Liga vinto 5-2 contro il Samgurali Ts'q'alt'ubo.

## Statistiche
Statistiche aggiornate al 19 novembre 2020.

### Presenze e reti nei club
| Stagione        | Squadra              | Campionato      | Campionato | Campionato | Coppe nazionali | Coppe nazionali | Coppe nazionali | Coppe continentali | Coppe continentali | Coppe continentali | Altre coppe | Altre coppe | Altre coppe | Totale | Totale | Totale |
| Stagione        | Squadra              | Comp            | Pres       | Reti       | Comp            | Pres            | Reti            | Comp               | Pres               | Reti               | Comp        | Pres        | Reti        | Pres   | Reti   |        |
| --------------- | -------------------- | --------------- | ---------- | ---------- | --------------- | --------------- | --------------- | ------------------ | ------------------ | ------------------ | ----------- | ----------- | ----------- | ------ | ------ | ------ |
| 2014-2015       | Lok’omot’ivi Tbilisi | 1L              | 11+1       | 0          | CG              | 0               | 0               |                    | -                  | -                  |             | -           | -           | 12     | 0      |        |
| 2015-2016       | Lok’omot’ivi Tbilisi | UL              | 16         | 0          | CG              | 1               | 0               |                    | -                  | -                  |             | -           | -           | 17     | 0      |        |
| 2016            | Lok’omot’ivi Tbilisi | UL              | 6          | 0          | CG              | 1               | 0               |                    | -                  | -                  |             | -           | -           | 7      | 0      |        |
| 2017            | Lok’omot’ivi Tbilisi | EL              | 25         | 0          | CG              | 1               | 0               |                    | -                  | -                  |             | -           | -           | 26     | 0      |        |
| 2018            | Lok’omot’ivi Tbilisi | EL              | 27         | 0          | CG              | 1               | 0               |                    | -                  | -                  |             | -           | -           | 28     | 0      |        |
| 2019            | Lok’omot’ivi Tbilisi | EL              | 31         | 2          | CG              | 4               | 0               |                    | -                  | -                  |             | -           | -           | 35     | 2      |        |
| 2020            | Lok’omot’ivi Tbilisi | EL              | 9          | 0          | CG              | 0               | 0               | UEL                | 3                  | 0                  |             | -           | -           | 12     | 0      |        |
| Totale carriera | Totale carriera      | Totale carriera | 126        | 2          |                 | 8               | 0               |                    | 3                  | 0                  |             | -           | -           | 137    | 2      |        |